# Tävelsås församling
Tävelsås församling var en församling i Växjö pastorat i  Växjö domkyrkokontrakt, Växjö stift i Växjö kommun. Församlingen uppgick 2024 i Tävelsås, Vederslöv och Kalvsviks församling.
Församlingskyrka var Tävelsås kyrka.

## Administrativ historik
Församlingen har medeltida ursprung. Församlingen uppgick 2024 i Tävelsås, Vederslöv och Kalvsviks församling.
Församlingen var till 1785 moderförsamling i ett pastorat med Tofta församling som då uppgick i denna församling. Församlingen utgjorde från 1785 ett eget pastorat med namnet Tävelsås med Tofta församling fram till 1835 då nuvarande namn återtogs. Från 1 maj 1935 ingick församlingen i ett pastorat med Vederslövs församling, Dänningelanda församling som 1962 utökades med Kalvsviks församling och där från 1992 Öja församling ingick. Församlingen ingick från 2002 till 2014 i Teleborgs pastorat. Från 2014 ingår församlingen i Växjö pastorat.